# Cannabis indica
Cannabis indica, llamada comúnmente marihuana índica o cáñamo índico, es una especie del género cannabis, originaria de Asia central (Pakistán, Afganistán, y el Tíbet) y Marruecos.

## Descripción
Su aspecto físico se puede diferenciar de su hermana C. sativa en que las variedades índicas son mucho más pequeñas, frondosas y compactas, solo alcanzan alturas menores de dos metros, y tienen hojas grandes que suelen ser de un verde oscuro con más clorofila y con poco acceso a pigmentos.
Una vez que ha completado su crecimiento vegetativo, tarda entre 6 y 8 semanas para que maduren sus flores, y puedan ser cosechadas. Son muy aptas para cultivos de interior gracias a su poca altura y su notable frondosidad. Las flores son anchas y densas. Tiene aromas y sabores distintos que pueden variar desde lo dulce, frutal o acre.
Cannabis indica, tiene efectos potencialmente relajantes e incluso dopantes, esto se debe a los altos niveles de THC que podemos encontrar en sus flores o denominados comúnmente como cogollos. En su uso medicinal suele utilizarse para  combatir el insomnio e incluso para aliviar  dolores, prácticas que nos hablan sobre el gran potencial como sedante de ésta planta.

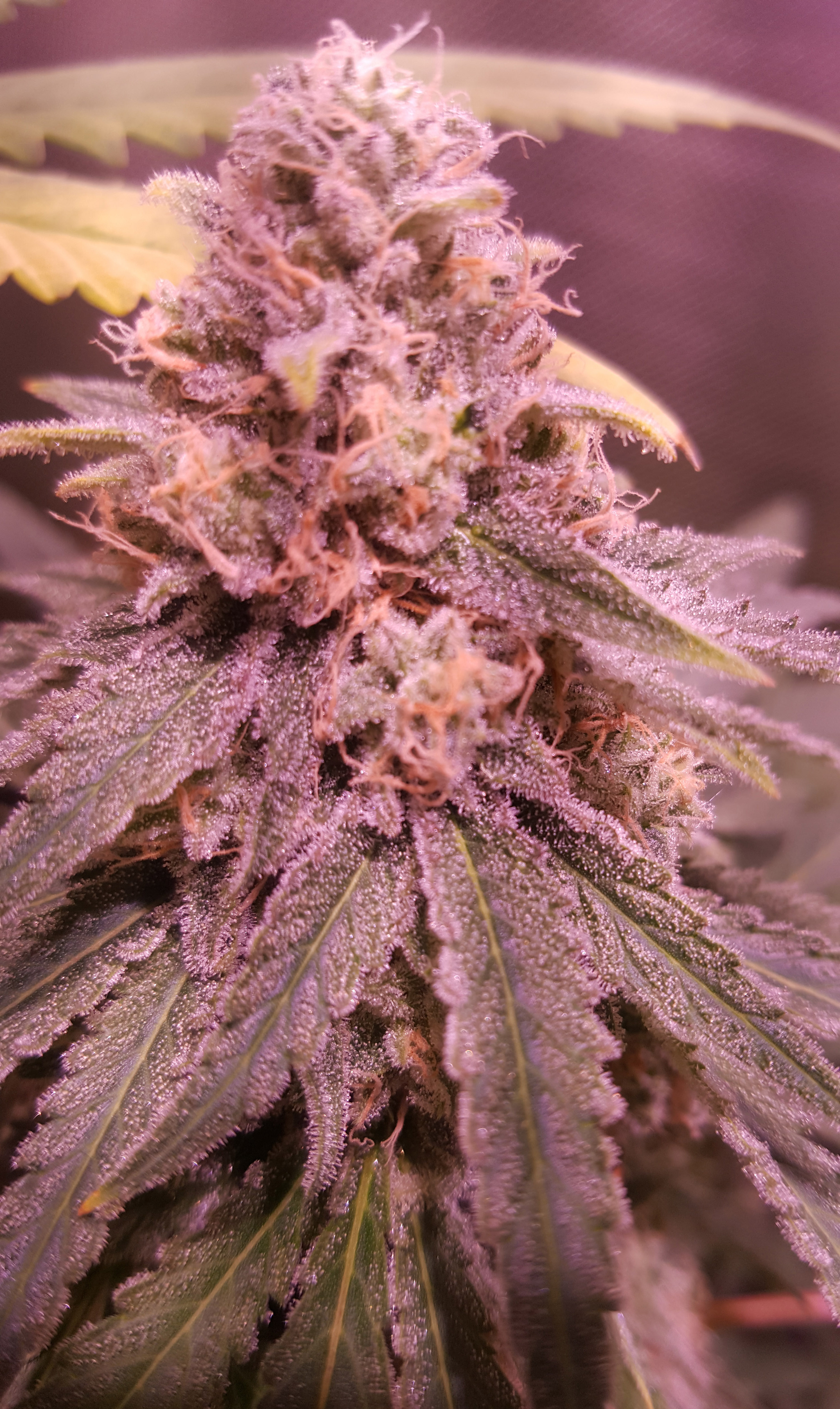
Aspecto del cogollo

## Historia
En India fueron descubiertas sus variedades psicoactivas, fue donde se encontraron plantadas y fue producido el hachís. Jean-Baptiste Lamarck, fue el biólogo francés que le puso el nombre de “indica” en 1783 porque observó la diferencia entre el cáñamo europeo y las plantas con propiedades medicinales cultivadas en aquel entonces en la India.
Este tipo de marihuana se ha utilizado para propósitos medicinales por su alto nivel de CBD (Cannabidiol). El CBD es la sustancia que produce un efecto sedante.